# Babilonesi (Aristofane)
I Babilonesi è la prima commedia teatrale del comico greco Aristofane, con cui debuttò nel 426 a.C. e di cui restano solo 34 frammenti nell'edizione Kassel-Austin dei Poetae Comici Graeci.

## Trama
Il Coro era composto da schiavi babilonesi (secondo alcuni, le città alleate di Atene) che lavoravano nel mulino di Demo (il Popolo), marchiati a fuoco e con un aspetto sconcertante.  
Sappiamo che Dioniso (probabilmente il protagonista della commedia) veniva citato in giudizio, forse dai demagoghi ateniesi guidati da Cleone, che venivano derisi dal dio per la loro stupidità. Ancora, i frammenti rivelano che si descriveva lo sbarco, da una nave, di cinque altri, forse ambasciatori presso gli alleati e dei quali si descriveva l’inettitudine, simile a quella dei loro omonimi negli Acarnesi. 
Dei magistrati ateniesi, comunque, si prendeva in giro l’inettitudine e la pomposità, citando come massimo esempio ancora una volta Cleone.

## Critica
Aristofane presentò la commedia sotto il nome del regista Callistrato, non essendogli ancora concesso il coro per la sua giovane etàː secondo la tradizione erudita, Aristofane ottenne il primo posto nelle Grandi Dionisie ma, per il contenuto della commedia, Cleone intentò processo a Callistrato.
È chiaro, a giudicare da quanto affermato dall'autore nei successivi Acarnesi, che l'opera criticava l'amministrazione dell'impero ateniese da parte di Pericle e altri funzionari, l'interesse personale delle loro controparti nelle città alleate e la creduloneria del popolo ateniese quando ascoltava gli ambasciatori alleati in Assemblea. Sempre negli Acarnesi l'autore ricorda, per bocca del suo protagonistaː
ha dovuto sputare! Come e quanto 

mi ha fatto godere! E amo proprio 

i Cavalieri per quell'atto, degno 

invero per la Grecia tuttaǃ»
(Trad. A. D'Andria)
.Questi versi sono stati considerati un riferimento non a un incidente storico ma a un episodio nei Babilonesi, sebbene i Cavalieri sembrino non aver avuto alcun ruolo nella commedia. Il coro, composto da schiavi tatuati che lavoravano in un mulino, potrebbe aver rappresentato gli abitanti assediati delle città alleate.